# 大佛寺街道
大佛寺街道，是中华人民共和国四川省广安市前锋区下辖的一个乡镇级行政单位。原名前锋镇。

## 行政区划
大佛寺街道下辖以下地区：
中城社区、幸福社区、龙镇村、红辉村和集建村。